# 矢島陽平
矢島 陽平（やじま ようへい、1990年6月16日 - ）は、埼玉県加須市出身の元プロ野球選手（投手）。右投右打。NPBでは育成選手であった。

## 経歴

### 巨人入団まで
小学4年生から野球を始める。駿河台大学では東京新大学野球リーグでチームは2部、3部に在籍する状況で登板機会にも恵まれなかった。4年生の時に関西独立リーグ・神戸サンズのトライアウトを受験し、合格。2012年の1シーズンプレーし、リリーフを中心に全64試合中39試合に登板した。同年オフ、ベースボール・チャレンジ・リーグの福井ミラクルエレファンツからドラフト1位指名を受け、入団。福井への入団は「NPBのスカウトの目に止まるようなポイントを作りたい」という理由であった。2015年、出身地の埼玉県に新たに発足した武蔵ヒートベアーズから、分配ドラフトにおいて「地元枠移籍」で指名を受けて移籍した。
2015年10月22日のドラフト会議で、読売ジャイアンツ（巨人）から育成7位で指名された。

### 巨人時代
2016年は三軍では32試合に登板し、1勝1敗11セーブ、防御率1.53とストッパーの役目を果たしたが、二軍では6試合に登板し、勝敗なし、防御率7.88と通用しなかった。
2017年は二軍の試合には出場せず、三軍の試合も7試合にしか登板せず、0勝2敗0セーブ、防御率3.86と成績を落とした。10月28日、球団から戦力外通告を通知された。2017年10月31日、自由契約公示された。

### 現役引退後
実家の農家（ナシ栽培）を継ぐことを決め、営業の勉強として2017年12月時点では派遣社員として勤務していた。その後、プログラミングを学習して、2024年時点ではITエンジニアとして勤める傍ら、実家のナシ農家も手伝っている。

## 詳細情報

### 年度別投手成績
- 一軍公式戦出場なし

### 独立リーグでの投手成績
| 年 度     | 球 団     | 登 板 | 勝 利 | 敗 戦 | セ 丨 ブ | 完 投 | 勝 率 | 投 球 回 | 打 者 | 被 安 打 | 被 本 塁 打 | 奪 三 振 | 与 四 球 | 与 死 球 | 失 点 | 自 責 点 | 暴 投 | ボ 丨 ク | 失 策 | 防 御 率 | W H I P |
| --------- | --------- | ----- | ----- | ----- | -------- | ----- | ----- | -------- | ----- | -------- | ----------- | -------- | -------- | -------- | ----- | -------- | ----- | -------- | ----- | -------- | ------- |
| 2012      | 神戸      | 39    | 2     | 6     | 6        | 1     | .250  | 378      | 79.1  | 96       | 1           | 35       | 35       | 9        | 61    | 45       | 9     | 0        | 0     | 5.11     | 1.66    |
| 2013      | 福井      | 30    | 2     | 2     | 1        | 0     | .500  | 196      | 45.2  | 40       | 5           | 30       | 18       | 9        | 21    | 19       | 0     | 1        | 0     | 3.74     | 1.28    |
| 2014      | 福井      | 22    | 2     | 2     | 0        | 0     | .500  | 156      | 35.2  | 38       | 0           | 16       | 13       | 6        | 18    | 16       | 2     | 0        | 0     | 4.15     | 1.45    |
| 2015      | 武蔵      | 53    | 2     | 1     | 0        | 0     | .667  | 216      | 54.1  | 39       | 2           | 44       | 16       | 0        | 10    | 7        | 1     | 0        | 1     | 1.16     | 1.02    |
| 関西：1年 | 関西：1年 | 39    | 2     | 6     | 6        | 1     | .250  | 378      | 79.1  | 96       | 1           | 35       | 35       | 9        | 61    | 45       | 9     | 0        | 0     | 5.11     | 1.66    |
| BCL：3年  | BCL：3年  | 105   | 6     | 5     | 1        | 0     | .545  | 568      | 135.2 | 117      | 7           | 90       | 47       | 15       | 49    | 42       | 3     | 1        | 1     | 2.80     | 1.21    |

- 各年度の太字はリーグ最高

### 背番号
- 41 （2012年）
- 15 （2013年 - 2014年）
- 46 （2015年）
- 021 （2016年 - 2017年）